# Battaglia di Rio de Janeiro
La battaglia di Rio de Janeiro del 1711 (nota anche come seconda battaglia di Rio de Janeiro) fu una incursione compiuta nel settembre del 1711 nel porto di Rio de Janeiro durante la guerra di successione spagnola da uno squadrone francese al comando di René Duguay-Trouin. I difensori portoghesi, tra cui il governatore della città e un ammiraglio della flotta ivi ancorata, non furono in grado di mettere in piedi un'effettiva resistenza malgrado il vantaggio numerico.
Quattro navi di linea portoghesi andarono perdute nello scontro e la città dovette pagare un riscatto per evitare la distruzione delle sue difese.

## Antefatto
Vi furono molte ragioni per cui i francesi avevano pianificato un attacco a Rio de Janeiro. In primo luogo, il comandante Duguay-Trouin aveva una ragione personale, ovvero l'essere quasi sull'orlo della bancarotta. La seconda ragione era politica: la  guerra di successione spagnola non stava andando particolarmente bene alla Francia. Dopo la sconfitta nella battaglia di Malplaquet, il nemico si trovava sul suolo francese ed il morale dei soldati era a terra. Un successo militare era urgentemente ricercato. La terza ragione era una questione d'onore dal momento che l'anno precedente un altro bucaniere, Jean-François Duclerc aveva cercato di attaccare Rio, ma la sua spedizione si era conclusa con un totale disastro; Duclerc e altri 600 dei suoi soldati finirono catturati e questa era una condizione inaccettabile. I portoghesi si rifiutarono di scambiare questi prigionieri come stipulato dal trattato franco-portoghese del 1707; a beffa di tutto, Duclerc era stato poi ucciso in prigione in circostanze misteriose nel maggio del 1711. I francesi erano dunque primariamente interessati a liberare questi ostaggi e per quanto possibile conquistare del territorio brasiliano.

## Preparativi
Nel dicembre del 1710 Luigi XIV approvò il piano di Duguay-Trouin e gli concesse una flotta di 17 navi per un totale di 738 cannoni e 6 139 uomini. Il tesoro francese non poté finanziare l'armamento dell'intero squadrone e pertanto Duguay-Trouin dovette ricorrere a finanziatori privati a Saint Malo e presso la Corte Francese; egli ricevette un supporto significativo da parte del conte di Tolosa.
Alla fine le navi vennero preparate e per giocare gli inglesi, principali alleati dei portoghesi, vennero fatte partire da porti differenti, in tempi diversi e si riassemblarono poi al largo di La Rochelle il 9 giugno 1711. L'intelligence britannica, ad ogni modo, era stata avvisata degli intenti di Duguay-Trouin ed aveva avvisato le autorità portoghesi, sia in Portogallo sia a Rio. Il messaggio venne fatto pervenire anche a una flotta al comando di John Leake con l'intento di bloccare Duguay-Trouin prima che questi giungesse a Brest ma queste navi giunsero con due giorni di ritardo al punto indicato.

## La battaglia
Malgrado gli avvertimenti degli inglesi, l'apparizione dei francesi al porto di Rio il 12 settembre colse tutti di sorpresa. La soffiata inglese era giunta in Brasile nell'agosto di quello stesso anno ed aveva perciò permesso al governatore locale Francisco de Moraes de Castro di reclutare la propria milizia e incrementare adeguatamente i preparativi per lo scontro, e quando un gruppo di navi venne avvistato a Cabo Frio all'inizio di settembre alzò ulteriormente l'allarme. Ad ogni modo, l'11 settembre il governatore ordinò alla milizia di rimanere al proprio posto dal momento che Duguay-Trouin stava per avvicinarsi al porto della città. Il comandante della Le Lys, Courserac, guidò uno squadrone direttamente sulla Baia di Rio, tra la linea di forti che costeggiavano l'entrata al porto, diritto sulle sette navi portoghesi ivi ancorate. Il comandante della flotta portoghese, l'ammiraglio Gaspar da Costa, nulla poté fare per spostare le proprie navi per tempo. Tre navi da guerra colarono a picco e vennero distrutte dagli stessi portoghesi per evitare la loro cattura da parte del nemico; una quarta venne presa dai francesi e incendiata. Il fuoco dai forti riuscì a colpire la flotta francese infliggendo 300 morti alle navi che passarono nel proprio raggio.
Dopo tre giorni di bombardamenti, i francesi sbarcarono 3 700 uomini per attaccare la città. Il governatore di Rio, Castro-Moraes, aveva fortificato la città dopo l'attacco francese dell'anno precedente, ma nella difesa si dimostrò un comandante molto flebile, soccombendo al bombardamento francese. Dopo un consiglio di guerra tenutosi il 21 settembre nel quale Moraes ordinò ai difensori della città di mantenere le proprie posizioni, la milizia iniziò a disertare quella notte stessa, atto dopo il quale vi fu un fuggi fuggi generale dalla città tra cui lo stesso governatore. In circostanze così disorganizzate, i prigionieri francesi della spedizione di Duclerc riuscirono ad evadere dalle carceri cittadine.

## Conseguenze
Duguay-Trouin, che si era preparato accuratamente sull'attacco alla città, venne allertato della fuga dei difensori e dell'arrivo degli uomini di Duclerc. Nei giorni successivi, i francesi presero il controllo di tutti i punti principali della baia, ma non riuscirono ad approfittare delle ricchezze della città. Venne infatti diffusa la notizia che dei rinforzi provenienti da São Paulo al comando di António de Albuquerque erano in viaggio verso Rio, e pertanto i francesi minacciarono di distruggere tutte le difese della città se non fosse stato pagato un riscatto, cosa che Moraes fece per salvaguardare il bene della città. Quando i francesi lasciarono Rio, se ne andarono con un valore stimato all'epoca come corrispondente a 4 000.000 di sterline oltre a un bastimento di schiavi africani che poi Duguay-Trouin vendette a Caienna.
La flotta tornò senza problemi a Brest nel febbraio del 1712. La spedizione fu un successo militare per la Francia e un successo finanziario per i suoi investitori. La marina francese aveva dato prova di essere effettiva anche su larga scala ed a lunga distanza.
Questa azione compromise le relazioni franco-portoghesi per anni.